# 公立大学協会
一般社団法人公立大学協会（こうりつだいがくきょうかい、英: The Japan Association of Public Universities）は、日本全国の公立大学と公立専門職大学を会員とする一般社団法人。略称は公大協（こうだいきょう）。
2023年5月23日時点の会員数は、100大学 である。

## 概要
- 目的： 公立大学の振興と我が国の高等教育、学術研究の水準の向上及び均衡ある発展に寄与すること（定款第3条）
- 事務局所在地： 東京都千代田区霞が関3丁目8番1号 虎の門三井ビル B106

## 沿革
- 1949年10月22日 - 設立。
- 2011年12月01日 - 一般社団法人に移行[3]。

## 幹部
＜主な出典：＞
※ 就任日：2023年5月23日
- 会長
  - 相原道子（横浜市立大学長）
- 副会長
  - 鈴木厚人（岩手県立大学長）
  - 浅井清文（名古屋市立大学長）
  - 田中マキ子（山口県立大学長）